# Alida Dóra Gazsó
Alida Dóra Gazsó (n. 18 aprilie 2000, Budapesta, Ungaria) este o caiacistă ce a reprezentat Ungaria, medaliată olimpică. A participat la o ediție a Jocurilor Olimpice (2024) în care a câștigat o medalie de argint.